# Claudia Lommatzsch
Claudia Lommatzsch   (1964) va ser una ciclista alemanya especialista en la pista. Va guanyar quatre medalles al Campionat del món de velocitat i tres campionats nacionals en la mateixa especialitat.

## Palmarès
- 1981
  -  Campiona d'Alemanya en Velocitat
- 1982
  -  Campiona d'Alemanya en Velocitat
- 1983
  -  Campiona d'Alemanya en Velocitat
  - 1a al Gran Premi de París